# Rita Zeqiri
Rita Zeqiri, född 8 december 1995, är en kosovansk simmare.
Zeqiri tävlade för Kosovo vid olympiska sommarspelen 2016 i Rio de Janeiro, där hon blev utslagen i försöksheatet på 100 meter ryggsim.